# Abubakar Imam Alhaji
Abubakar Imam Alhaji (ur. 1 lutego 1911 w Kagara, zm. 1981) – nigeryjski pisarz i dziennikarz, piszący w języku hausa, polityk.

## Życiorys
Pochodził z północnej Nigerii. Otrzymał tradycyjne arabskie wykształcenie, w 1927 zapisał się do Katsina Training College z zamiarem zostania nauczycielem. Większość życia spędził w Zarii. W 1933 napisał powieść Ruwan Bagaja (Ozdrawiająca woda). Pełnił wiele funkcji społecznych i politycznych, w 1939 został wydawcą pisma „Gaskiya Ta Fi Kwabo” („Prawda Jest Warta Więcej niż Grosz”), w 1943 odwiedził Anglię w składzie delegacji prasowej z Afryki Zachodniej. Poza językiem hausa posługiwał się angielskim i arabskim. W 1953 odbył pielgrzymkę do Mekki, z czego napisał reportaż. Pisał utwory oparte na tradycyjnej prozie ludu Hausa, m.in. Skarb w słowach zaklęty z 1937 (oryg. hausa Magana jari ce, wyd. pol. pod red. Niny Pawlak, Warszawa 2021), reportażową prozę podróżniczo-dydaktyczną – Tafiya mabudin ilmi (Podróż kluczem do wiedzy) z 1952.